# Black & Decker
Black & Decker és una empresa fabricant de maquinària elèctrica portàtil i electrodomèstics, amb seu a Towson (Maryland, Estats Units). Va ser fundada el 1910 per S. Duncan Black i Alonzo G. Decker. A l'inici només era una petita botiga de maquinària en Baltimore, Maryland. El 1917, Black & Decker va inventar un trepant elèctric portàtil, i obtenir una patent per un trepant de mà que combinava una pistola de grapes i un interruptor. El març de 2010 va fusionar amb Stanley Works i formar la nova entitat Stanley Black & Decker, tot i romandre una filial destacada que manté el seu propi centre de decisió a Towson.
Té un centre de distribució a Prat de Llobregat. El maig del 2014 el grup Stanley Black & Decker va concloure un acord de patrocina amb el Futbol Club Barcelona (Barça) fins a 2017.
Altres marques del mateix grup són Dewalt i Facom.

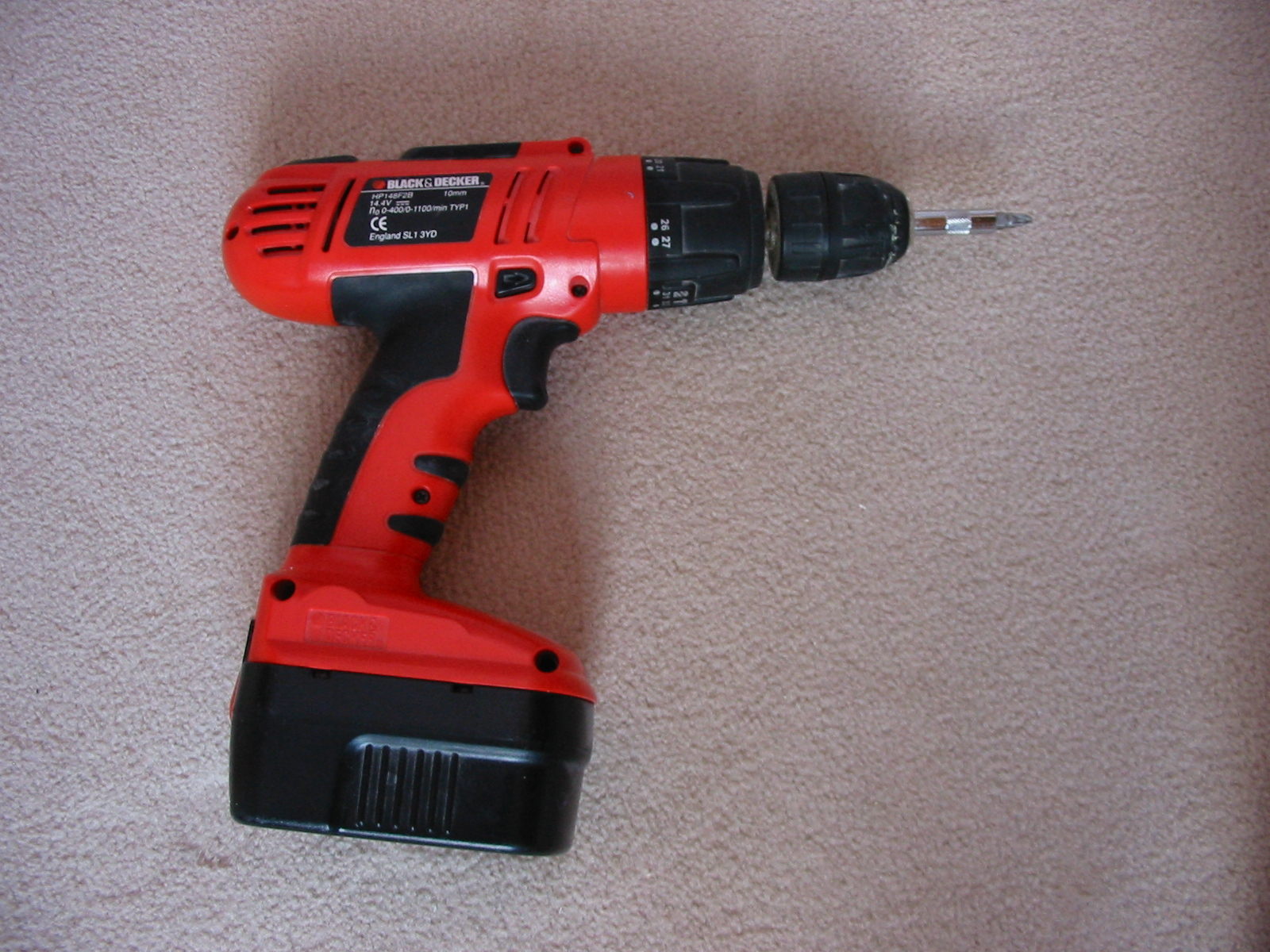
Trepant
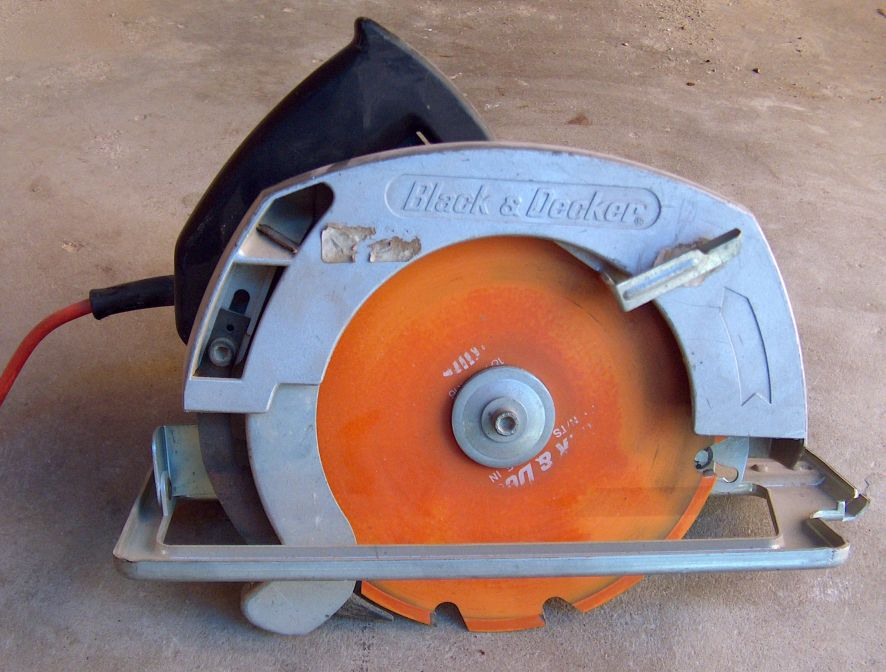
Serra circular
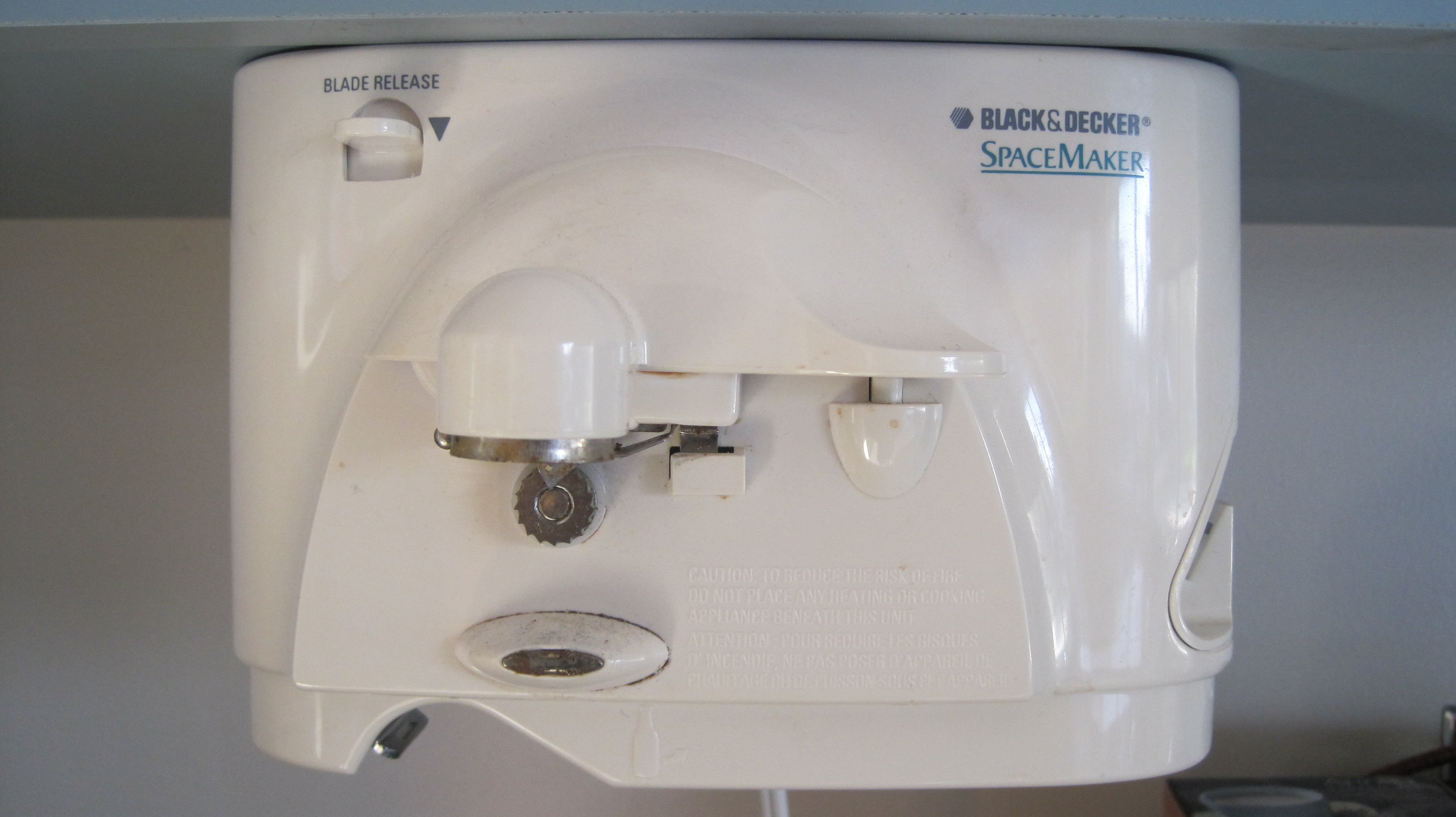
Obre llaunes